# Берёзовское сельское поселение (Бутурлиновский район)
Бере́зовское се́льское поселе́ние — муниципальное образование в Бутурлиновском районе Воронежской области.
Административный центр — посёлок Зеленый.

## Население
| 2010  | 2012  | 2013  | 2014  | 2015  | 2016  | 2017  | 2018  | 2019  |
| ----- | ----- | ----- | ----- | ----- | ----- | ----- | ----- | ----- |
| 1468  | ↘1423 | ↘1392 | ↘1349 | ↘1316 | ↘1300 | ↗1306 | ↘1285 | ↘1256 |
| 2020  | 2021  |       |       |       |       |       |       |       |
| ↘1232 | ↘1077 |       |       |       |       |       |       |       |

## Административное деление
Состав поселения:
- посёлок Зеленый,
- село Дмитриевка,
- посёлок Зелёный Гай,
- посёлок Красный,
- село Марьевка.